# Іванівський район (Одеська область)
Іва́нівський райо́н (1923—1930 Янівський район; у 1935—1945 рр. — Янівський) — район Одеської області України, що існував в період з 1923 по 2020 рр. Районний центр: смт Іванівка.

## Географія
Іванівський район був розташований в центральній частині Одеської області. Район межував з Ширяєвським, Березівським, Роздільнянським, Біляївським, Лиманським і Великомихайлівським районами Одеської області. Територія району складала 116,2 тис. га.
Рельєф території району в цілому являв собою підвищену хвилясту рівнину Причорноморського подолу. У центральній частині району протікає річка Великий Куяльник, що впадає в Куяльницький лиман, у західній частині — річка Малий Куяльник і її ліва притока річка Середній Куяльник, що впадають в Хаджибейський лиман.
На території району було створено ландшафтний заказник місцевого значення «Верхній ліс».

## Історія

### Створення району
7 березня 1923 року в Одеській окрузі Одеської губернії Української РСР з волостей Понятівської, Більчанської і Евгенівської, з центром в Янівці був створений Янівський район.
У середині 1920-х років також мав неофіційну (переважно партійну) назву Тарасо-Шевченківського.
У 1925 році у районі мешкало 31 952 осіб. Площа району складала 1005 верст2.
28 квітня 1926 року Северинівський (Ленінський) район Одеської округи був розформований, Северинівську, Олександрійську, Адамівську, Гнатівську, Маринівську, Іллінську й Августівську сільські ради віднесли до складу Янівського району.
За переписом 17 грудня 1926 року у районі мешкало 44 725 чоловік.
15 вересня 1930 року район був перейменований на Роздільнянський, а центр району був перенесений у селище Роздільна.

### Історія Іванівського (Янівського) району Одеської області
17 лютого 1935 року в результаті розукрупнення районів УСРР у Одеській області був створений новий Янівський — в складі 14 сільських рад, з центром у селі Янівка. Після цього кількість районів Одеської області зросла до 70-ти. До складу Янівського району включити Янівську, Баранівську, Петрівську, Ново-Миколаївську, Силівську, Коноплівську, Олександрівську, Бузинівську, Адамівську, Вовківську, Северинівську, Гнатівську, Шеміотівську сільські ради Роздільнянського району і Джугастрівську сільраду Березівського району, вилучивши їх зі складу Роздільнянського та Березівського районів.
У 1939 році був ліквідований Благоївський район. Майже всі сільради відійшли до Янівського району.
Загальна кількість населення після реорганізації 29830 осіб (18 тис. українці, 8190 болгар, 2 тис. німців, 1640 осіб інших національностей), 20 сільрад, 117648 га землі. При цьому Свердловська сільрада Благоївського району була приєднана до Комінтернівського району.
15 грудня 1945 року Янівський район був перейменований в Іванівський район, а село Янівка в село Іванівка. Також було перейменовано інші населені пункти району.
Район ліквідований 17 липня 2020 року.
Ліквідований відповідно до Постанови Верховної Ради України «Про утворення та ліквідацію районів» від 17 липня 2020 року, територія району ввійшла до складу Березівського району.
Іванівська районна державна адміністрація припинила своє існування 29 березня 2021 року у зв'язку з розпорядженням президента про звільнення Р. Кір'яка з посади голови Іванівської районної державної адміністрації Одеської області.

## Адміністративний устрій
На території району були розташовані 10 сільських та 3 селищні ради. Всього 46 населених пунктів. Найбільші з них — смт Петрівка — 6021 осіб, с. Знам'янка — 3864 осіб, смт Іванівка — 3450 осіб, смт Радісне — 2047 осіб, с. Великий Буялик — 1654 осіб.

## Економіка

### Сільське господарство

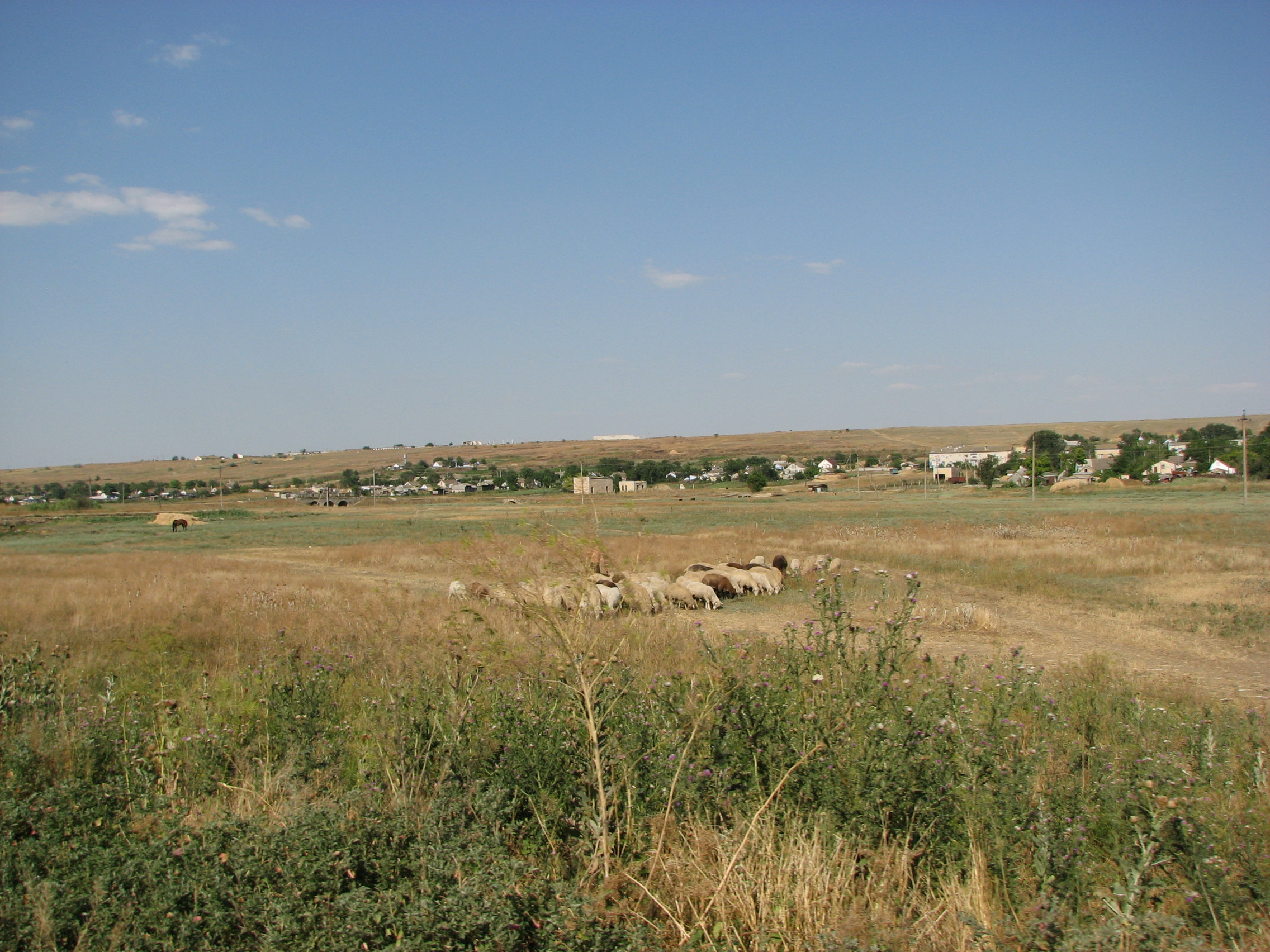
Пасовище у селі Великий Буялик

Землі Іванівського району ділилися на такі основні категорії:
- Землі сільськогосподарського призначення (101125,07 га) в тому числі: рілля, перелоги — 78649,08 га; багаторічні насадження — 824,42 га; сіножаті — 2810,77 га; пасовища — 18653,70 га; під господарськими будівлями і дворами — 946,77 га; під господарськими шляхами і прогонами — 932,5 га.
- Землі лісогосподарського призначення — 675,62 га.
- Землі житлової та громадської забудови — 3772,07 га.
- Землі водного фонду: болота — 638,7 га; відкриті землі без рослинного покрову або з незначним покровом — 1713,65 га; природні водотоки — 411,7 га; штучні водотоки — 99,3 га; озера, водойми, лимани — 26,3 га; ставки — 354,02 га.

В результаті реформування колективних сільськогосподарських підприємств на території району було створено 191 в тому числі: 15 товариств з обмеженою відповідальністю; 159 фермерських господарства; 17 інших формувань.

## Транспорт

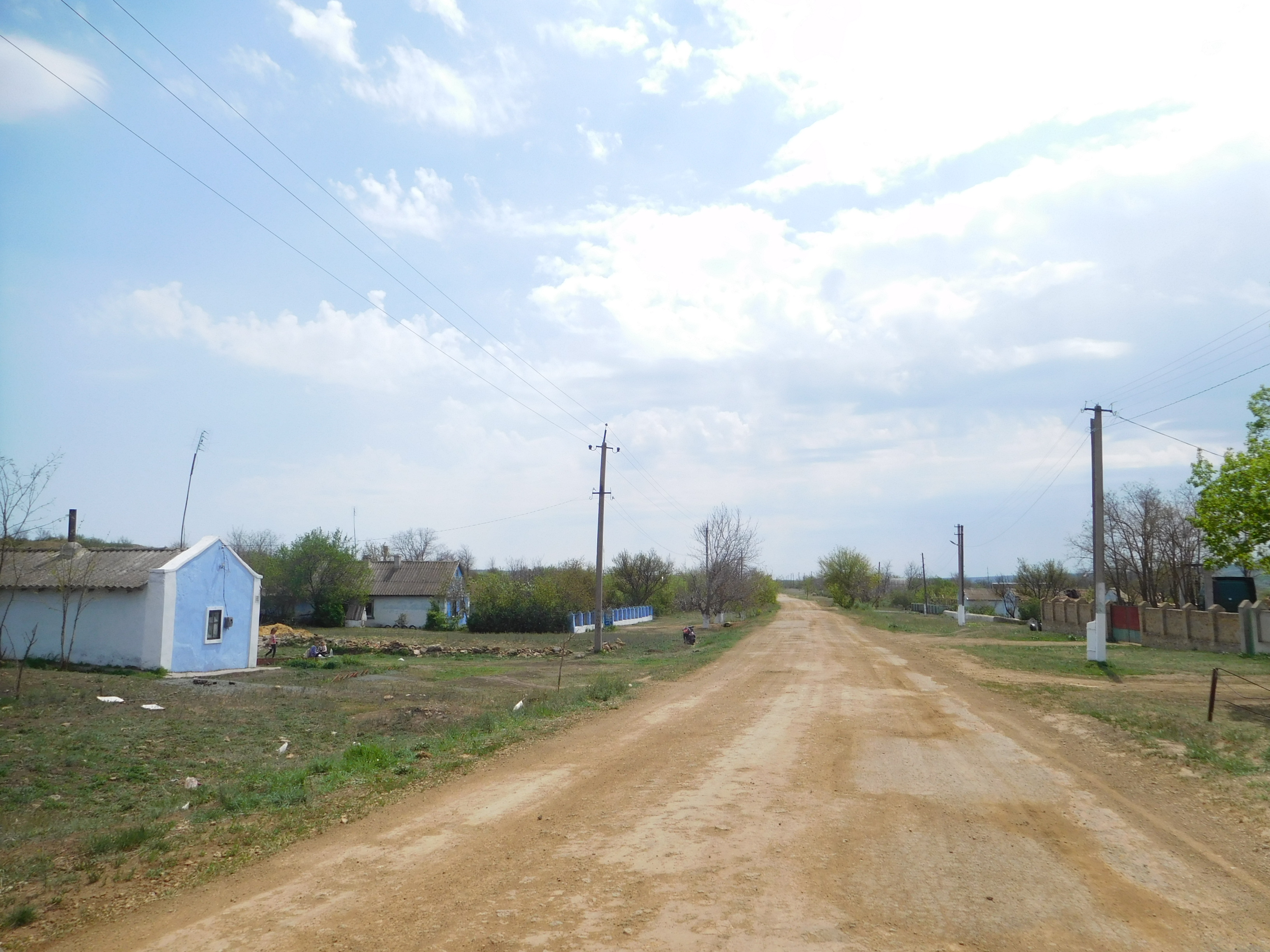
Вулиці села Верхній Куяльник

Район мав розгалужену мережу автошляхів. Протяжність автошляхів загального користування становила 590 км. Територією району проходив автошлях E95М05.
Через територію району проходила залізнична магістраль зі станціями Буялик і Новознам'янка. Загальна довжина залізничних шляхів 110 км.

## Населення
Розподіл населення за віком та статтю (2001)
| Стать | Всього | До 15 років | 15-24 | 25-44 | 45-64 | 65-85 | Понад 85 |
| --- | ------ | ----------- | ----- | ----- | ----- | ----- | -------- |
| Чоловіки | 13 970 | 3097        | 2163  | 4224  | 3249  | 1209  | 28       |
| Жінки | 15 688 | 3027        | 1776  | 4339  | 3932  | 2407  | 207      |
| \| Статево-вікова піраміда \| Статево-вікова піраміда \| Статево-вікова піраміда \| \| ----------------------- \| ----------------------- \| ----------------------- \| \| Чоловіки \| Вік \| Жінки \| \| 28 \| 85 + \| 207 \| \| 57 \| 80-84 \| 248 \| \| 215 \| 75-79 \| 548 \| \| 445 \| 70-74 \| 826 \| \| 492 \| 65-69 \| 785 \| \| 840 \| 60-64 \| 1151 \| \| 521 \| 55-59 \| 683 \| \| 824 \| 50-54 \| 973 \| \| 1064 \| 45-49 \| 1125 \| \| 1160 \| 40-44 \| 1222 \| \| 1125 \| 35-39 \| 1115 \| \| 963 \| 30-34 \| 988 \| \| 976 \| 25-29 \| 1014 \| \| 946 \| 20-24 \| 820 \| \| 1217 \| 15-20 \| 956 \| \| 1282 \| 10-14 \| 1251 \| \| 1057 \| 5-9 \| 1025 \| \| 758 \| 0-4 \| 751 \| |        |             |       |       |       |       |          |
| Статево-вікова піраміда |        |             |       |       |       |       |          |
| Чоловіки | Вік    | Жінки       |       |       |       |       |          |
| 28 | 85 +   | 207         |       |       |       |       |          |
| 57 | 80-84  | 248         |       |       |       |       |          |
| 215 | 75-79  | 548         |       |       |       |       |          |
| 445 | 70-74  | 826         |       |       |       |       |          |
| 492 | 65-69  | 785         |       |       |       |       |          |
| 840 | 60-64  | 1151        |       |       |       |       |          |
| 521 | 55-59  | 683         |       |       |       |       |          |
| 824 | 50-54  | 973         |       |       |       |       |          |
| 1064 | 45-49  | 1125        |       |       |       |       |          |
| 1160 | 40-44  | 1222        |       |       |       |       |          |
| 1125 | 35-39  | 1115        |       |       |       |       |          |
| 963 | 30-34  | 988         |       |       |       |       |          |
| 976 | 25-29  | 1014        |       |       |       |       |          |
| 946 | 20-24  | 820         |       |       |       |       |          |
| 1217 | 15-20  | 956         |       |       |       |       |          |
| 1282 | 10-14  | 1251        |       |       |       |       |          |
| 1057 | 5-9    | 1025        |       |       |       |       |          |
| 758 | 0-4    | 751         |       |       |       |       |          |

Національний склад населення району за переписом 2001 року
- українці — 74,6 %
- болгари — 11,2 %
- росіяни — 8,4 %
- молдовани — 3,3 %
- гагаузи — 0,5 %
- білоруси — 0,3 %
- цигани — 0,3 %
- турки — 0,2 %
- вірмени — 0,2 %

Компактне проживання представників національних меншин відмічалось в с. Благоєве, смт. Петрівка, с. Улянівка, с. Верхній Куяльник, с. Нижній Куяльник, с. Знам'янка — болгари, с. Вовкове, с. Леніна, с. Маслове, с. Соколове, с. Сухомлинове — молдовани, с. Блонське -гагаузи, с. Малинівка — турки, курди, с. Баланини — цигани.
Етномовний склад населених пунктів району за переписом 2001 р. (рідна мова населення)
|                     | українська | російська | болгарська | молдовська | гагаузька | вірменська | циганська |
| ------------------- | ---------- | --------- | ---------- | ---------- | --------- | ---------- | --------- |
| Іванівський район   | 72,6       | 17,6      | 6,5        | 2,2        | 0,3       | 0,2        | 0,0       |
| смт Іванівка        | 88,3       | 9,0       | 1,9        | 0,2        | 0,1       | 0,2        |           |
| смт Петрівка        | 34,0       | 54,3      | 10,5       | 0,6        | 0,0       | 0,1        |           |
| с. Улянівка         | 47,6       | 26,9      | 20,7       | 2,8        | 0,7       |            |           |
| смт Радісне         | 80,2       | 18,6      | 0,4        | 0,3        |           | 0,1        |           |
| с. Баранове         | 94,1       | 4,1       | 0,4        | 1,4        |           |            |           |
| с. Малинівка        | 70,5       | 5,2       | 0,2        | 4,3        | 1,2       |            |           |
| с. Причепівка       | 89,4       | 8,2       |            | 1,8        |           |            |           |
| с. Сухомлинове      | 83,8       | 4,7       | 0,4        | 10,7       |           |            |           |
| с. Білка            | 89,0       | 5,3       | 0,2        | 3,8        | 1,0       |            |           |
| с. Блонське         | 63,6       | 17,6      | 0,6        | 6,1        | 12,1      |            |           |
| с. Жовте            | 75,4       | 8,2       | 3,3        | 4,9        | 8,2       |            |           |
| с. Маслове          | 79,2       | 2,1       | 2,1        | 12,5       | 4,2       |            |           |
| с. Черняхівське     | 83,0       | 6,5       |            | 6,0        | 4,5       |            |           |
| с. Щорсове          | 93,2       | 2,1       |            |            | 2,7       |            |           |
| с. Благоєве         | 20,6       | 22,0      | 45,6       | 9,6        | 0,1       | 0,7        | 0,5       |
| с. Бузинове         | 93,8       | 4,0       | 1,0        | 0,7        | 0,1       |            |           |
| с. Баланини         | 91,8       | 2,3       | 0,5        | 2,3        | 1,8       |            | 0,9       |
| с. Верхній Куяльник | 65,3       | 5,6       | 26,5       | 1,5        |           |            |           |
| с. Нижній Куяльник  | 53,9       | 14,8      | 27,8       | 2,6        | 0,9       |            |           |
| с. Прохорове        | 89,6       | 7,3       | 0,4        | 2,2        | 0,2       |            |           |
| с. Калинівка        | 88,8       | 2,7       | 0,4        | 7,7        | 0,2       |            |           |
| с. Вовкове          | 62,0       | 0,8       |            | 36,4       |           |            |           |
| с. Гудевичеве       | 89,9       | 2,9       | 0,4        | 6,0        |           |            |           |
| с. Джугастрове      | 94,6       | 0,3       | 0,6        | 4,5        |           |            |           |
| с. Новакове         | 85,4       | 4,9       |            | 8,5        |           |            |           |
| с. Соколове         | 83,0       | 4,7       |            | 12,4       |           |            |           |
| с. Конопляне        | 90,9       | 5,8       | 0,6        | 0,8        | 1,1       | 0,9        |           |
| с. Богунове         | 93,8       | 4,6       | 0,5        | 0,4        | 0,3       |            |           |
| с. Люботаївка       | 87,3       | 7,1       |            | 3,2        | 0,8       |            |           |
| с. Силівка          | 80,5       | 4,9       |            | 9,8        | 4,9       |            |           |
| с. Тарасівка        | 95,6       | 2,9       |            | 1,5        |           |            |           |
| с. Шерове           | 98,6       | 0,7       | 0,3        | 0,3        |           |            |           |
| с. Михайлопіль      | 97,1       | 3,0       |            |            |           |            |           |
| с. Козлове          | 93,3       | 4,5       |            | 2,2        |           |            |           |
| с. Марціянове       | 85,7       | 11,9      |            | 2,4        |           |            |           |
| с. Павлинка         | 88,6       | 8,6       | 0,2        | 1,5        | 0,2       | 1,0        |           |
| с. Василівка        | 94,4       | 1,4       |            | 4,2        |           |            |           |
| с. Леніна           | 62,8       | 14,1      |            | 23,1       |           |            |           |
| с. Лізинка          | 87,4       | 8,6       | 0,6        | 3,4        |           |            |           |
| с. Нові Шомполи     | 83,1       | 15,9      | 0,4        | 0,6        |           |            |           |
| с. Созонівка        | 92,7       | 3,7       |            | 2,4        |           |            |           |
| с. Шаманівка        | 87,1       | 9,5       |            | 2,6        |           |            |           |
| с. Северинівка      | 94,8       | 4,3       | 0,3        | 0,5        |           |            |           |
| с. Адамівка         | 83,0       | 6,9       | 0,3        | 8,2        |           |            |           |
| с. Руська Слобідка  | 90,1       | 8,3       | 0,4        | 1,2        |           |            |           |
| с. Червонознам'янка | 71,7       | 17,5      | 9,9        | 0,5        | 0,0       | 0,2        |           |

Населення району становило 26,8 тис. осіб. (2012)

## Соціальна сфера

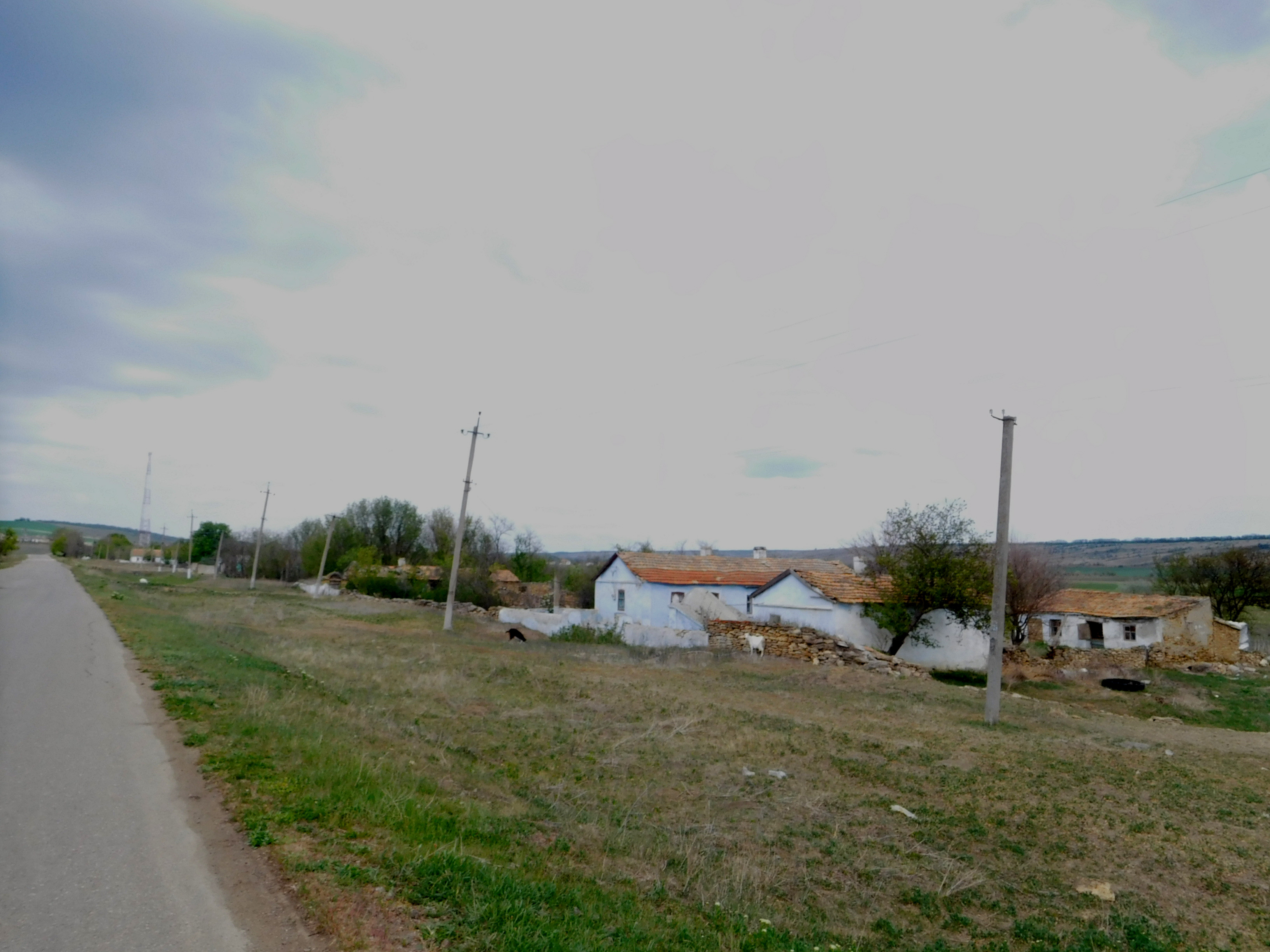
Занедбані хати у с. Адамівка

В районі було газифіковано 26 населених пунктів.

## Політика
25 травня 2014 року відбулися Президентські вибори України. У межах Іванівського району було створено 35 виборчих дільниць. Явка на виборах складала — 48,56 % (проголосували 10 669 із 21 973 виборців). Найбільшу кількість голосів отримав Петро Порошенко — 48,02 % (5 123 виборців); Юлія Тимошенко — 16,31 % (1 740 виборців), Сергій Тігіпко — 11,09 % (1 183 виборців), Олег Ляшко — 5,03 % (537 виборців), Вадим Рабінович — 3,61 % (385 виборців). Решта кандидатів набрали меншу кількість голосів. Кількість недійсних або зіпсованих бюлетенів — 2,36 %.